# Milan Jovanović (cầu thủ bóng đá sinh 1981)
Milan "Lane" Jovanović (tiếng Serbia: Милан Јовановић; sinh ngày 18 tháng 4 năm 1981) là cựu cầu thủ bóng đá người Serbia chơi ở vị trí tiền đạo. Anh là một trong những thành viên kì cựu của đội tuyển bóng đá quốc gia Serbia. Trước đây anh từng có quãng thời gian 4 năm hết sức thành công cùng Standard Liège trước khi gia nhập Liverpool vào ngày 1 tháng 7 năm 2010.

## Tuổi thơ
Anh có cha là Stamenko và mẹ là Gordana, Milan lớn lên ở Bajina Bašta trước khi chuyển đến Valjevo, Novi Sad và Belgrade để theo đuổi sự nghiệp cầu thủ bóng đá chuyên nghiệp.

## Sự nghiệp câu lạc bộ
Jovanovic có trận ra mắt cho FK Vojvodina ở mùa giải 1999-2000. Anh giành phần lớn thời gian đầu của sự nghiệp ở Shakhtar Donetsk và Lokomotiv Moscow, trước khi chuyển sang Standard Liège vào năm 2006. Ở Standard Liege, Jovanovic nhanh chóng được các fan yêu mến, ghi 14 bàn trong mùa giải đầu tiên và nhận được biệt danh "con rắn" cho lối di chuyển nhanh nhẹn của anh. Jovanovic có được thành công lớn ở Bỉ vào ngày 13 tháng 1 năm 2010, anh được bầu là cầu thủ xuất sắc nhất năm của Giải vô địch quốc gia Bỉ. 2 mùa giải tiếp đó đều là những mùa giải thành công. Tuy nhiên, anh và huấn luyện viên của Standard lúc đó, László Bölöni, có xích mích khi Jovanovic cãi nhau với đồng đội trên sân. Boloni loại cầu thủ này ra khỏi đội hình, nhưng Jovanovic vẫn ghi được 12 bàn thắng trong mùa giải cuối cùng ở Standard.
Milan gia nhập Liverpool FC vào ngày 8 tháng 7 năm 2010 theo dạng chuyển nhượng tự do. Đã có những tin đồn rằng anh sẽ từ bỏ bản hợp đồng với Liverpool sau khi huấn luyện viên đội bóng này Rafael Benítez bị sa thải vào tháng 6 năm 2010. Benitez cho biết ông muốn đem cầu thủ này tới đội bóng mới của mình là Inter Milan nhưng anh xác nhận vẫn mong muốn ký hợp đồng với Liverpool.
Anh được nhận số áo 14, số áo mà Xabi Alonso đã mặc trước khi qua Real Madrid. Anh có trận đấu ra mắt trong màu áo Liverpool trong chiến thắng 2-0 trước FK Rabotnički ở Europa League ngày 29 tháng 7. Trận đấu đầu tiên của Milan tại Premier League là trận hoà 1-1 với Arsenal vào ngày 15 tháng 8 năm 2010 ở vòng 1 Premier League 2010-11. Anh ghi bàn thắng đầu tiên cho Liverpool trong trận đấu tại Carling Cup với đội bóng hạng 4 Northampton Town tại Anfield. Sau đó hầu như anh gần ít được trọng dụng trên hàng tiền vệ, và đã rất lâu do luật của bóng đá anh vào thời điểm đó. Jovanovic trở lại vào mùa giải 2010/2011, anh vào sân thay người cho Kuyt.

## Thi đấu quốc tế
Anh có trận ra mắt cho đội tuyển bóng đá quốc gia Serbia ở trận gặp đội tuyển bóng đá quốc gia Phần Lan vào ngày 2 tháng 6 năm 2007. Serbia thắng trận 2-0, với Jovanovic ghi bàn thứ 2 cho Serbia. Jovanovic là cầu thủ ghi nhiều bàn nhất cho Serbia ở vòng loại World Cup 2010.
Vào ngày 21 tháng 5 năm 2010, anh được triệu tập bởi huấn luyện viên Radomir Antić vào danh sách 23 cầu thủ tham dự World Cup 2010. Vào ngày 18 tháng 6 năm 2010, Milan ghi bàn đầu tiên ở World Cup, bàn thắng vào lưới đội tuyển bóng đá quốc gia Đức giúp Serbia thắng trận 1-0.

## Thống kê sự nghiệp
| CLB                 | Mùa giải            | Giải đấu | Giải đấu | Cúp  | Cúp | Cúp quốc gia | Cúp quốc gia | UEFA | UEFA | Khác | Khác | Tổng | Tổng |
| CLB                 | Mùa giải            | Trận     | Bàn      | Trận | Bàn | Trận         | Bàn          | Trận | Bàn  | Trận | Bàn  | Trận | Bàn  |
| ------------------- | ------------------- | -------- | -------- | ---- | --- | ------------ | ------------ | ---- | ---- | ---- | ---- | ---- | ---- |
| Shakhtar Donetsk    | 2002–03             | 6        | 1        | 1    | 0   | –            | –            | 0    | 0    | 0    | 0    | 7    | 1    |
| Shakhtar Donetsk    | 2003–04             | 0        | 0        | 2    | 1   | –            | –            | 0    | 0    | 0    | 0    | 2    | 1    |
| Shakhtar Donetsk    | Tổng                | 6        | 1        | 3    | 1   | –            | –            | 0    | 0    | 0    | 0    | 9    | 2    |
| Lokomotiv Moscow    | 2004                | 3        | 0        | 1    | 0   | –            | –            | 0    | 0    | 0    | 0    | 4    | 0    |
| Lokomotiv Moscow    | 2005                | 0        | 0        | 0    | 0   | –            | –            | 0    | 0    | 0    | 0    | 0    | 0    |
| Lokomotiv Moscow    | Tổng                | 3        | 0        | 1    | 0   | –            | –            | 0    | 0    | 0    | 0    | 4    | 0    |
| Standard Liège      | 2006–07             | 29       | 14       | 6    | 9   | –            | –            | 4    | 1    | 0    | 0    | 39   | 24   |
| Standard Liège      | 2007–08             | 31       | 16       | 4    | 2   | –            | –            | 1    | 0    | 0    | 0    | 36   | 18   |
| Standard Liège      | 2008–09             | 30       | 12       | 0    | 0   | –            | –            | 8    | 2    | 2    | 0    | 40   | 14   |
| Standard Liège      | 2009–10             | 22       | 10       | 0    | 0   | –            | –            | 8    | 3    | 1    | 0    | 31   | 13   |
| Standard Liège      | Tổng                | 112      | 52       | 10   | 11  | –            | –            | 21   | 6    | 3    | 0    | 146  | 69   |
| Tổng cộng sự nghiệp | Tổng cộng sự nghiệp | 121      | 53       | 14   | 12  | –            | –            | 21   | 6    | 3    | 0    | 159  | 71   |

### Các bàn thắng cho đội tuyển quốc gia
| #   | Ngày                 | Địa điểm                                                 | Đối thủ        | Bản thắng | Kết quả | Giải đấu                 |
| --- | -------------------- | -------------------------------------------------------- | -------------- | --------- | ------- | ------------------------ |
| 1.  | 2 tháng 6 năm 2007   | Sân vận động Olympic Helsinki, Helsinki, Phần Lan        | Phần Lan       | 2–0       | 2–0     | Vòng loại Euro 2008      |
| 2.  | 15 tháng 10 năm 2008 | Sân vận động Ernst Happel, Viên, Áo                      | Áo             | 2–0       | 3–1     | Vòng loại World Cup 2010 |
| 3.  | 19 tháng 11 năm 2008 | Sân vận động Partizan, Beograd, Serbia                   | Bulgaria       | 1–0       | 6–1     | Giao hữu                 |
| 4.  | 19 tháng 11 năm 2008 | Sân vận động Partizan, Beograd, Serbia                   | Bulgaria       | 2–1       | 6–1     | Giao hữu                 |
| 5.  | 10 tháng 2 năm 2009  | Sân vận động GSP, Nicosia, Síp                           | Síp            | 1–0       | 2–0     | Giao hữu                 |
| 6.  | 28 tháng 3 năm 2009  | Stadionul Farul, Constanţa, România                      | România        | 1–0       | 3–2     | Vòng loại World Cup 2010 |
| 7.  | 10 tháng 6 năm 2009  | Tórsvøllur, Tórshavn, Quần đảo Faroe                     | Quần đảo Faroe | 1–0       | 2–0     | Vòng loại World Cup 2010 |
| 8.  | 10 tháng 10 năm 2009 | Stadion Crvena Zvezda, Belgrade, Serbia                  | România        | 4–0       | 5–0     | Vòng loại World Cup 2010 |
| 9.  | 10 tháng 10 năm 2009 | Stadion Crvena Zvezda, Belgrade, Serbia                  | România        | 5–0       | 5–0     | Vòng loại World Cup 2010 |
| 10. | 18 tháng 6 năm 2010  | Sân vận động Nelson Mandela Bay, Port Elizabeth, Nam Phi | Đức            | 1–0       | 1–0     | World Cup 2010           |

## Danh hiệu
- Vô địch Ukrainian: 2004
- Premier League Nga: 2004
- Giải Super Legue Bỉ (2): 2008, 2009
- Belgian Supercup (2): 2008, 2009
- Cầu thủ Bỉ của năm: 2007–08
- Chiếc giày vàng Bỉ: 2009